# 北海道道1052号クチョロ原野線
北海道道1052号クチョロ原野線（ほっかいどうどう1052ごう クチョロげんやせん）は、北海道川上郡標茶町を結ぶ一般道道である。

## 概要

### 路線データ
- 起点：北海道川上郡標茶町クチョロ原野（北海道道243号阿寒標茶線交点）
- 終点：北海道川上郡標茶町クチョロ原野（国道274号交点）
- 総距離：7.5 km

## 歴史
- 1984年（昭和59年）3月31日 - 路線認定[1]。

## 地理

### 通過する自治体
- 釧路総合振興局
  - 川上郡標茶町

### 主な接続道路
標茶町
- 北海道道243号阿寒標茶線 - クチョロ原野（起点）
- 国道274号 - クチョロ原野（終点）